# Devade naderii
Espèce
Devade naderii est une espèce d'araignées aranéomorphes de la famille des Argyronetidae.

## Répartition
Cette espèce est endémique de la province de Bouchehr en Iran,. Elle se rencontre dansles environs d'Assalouyeh.

## Description
Le mâle holotype mesure 3,75 mm.

## Systématique et taxinomie
Cette espèce a été décrite par Zamani et Marusik en 2017.

## Étymologie
Cette espèce est nommée en l'honneur d'Alireza Naderi.

## Publication originale
- Zamani & Marusik, 2017 : « Six new species of spiders (Arachnida: Araneae) from Iran. » Oriental Insects, vol. 51, no 4, p. 313-329.